# فلوريان مولر
فلوريان مولر (بالألمانية: Florian Müller)‏ (30 ديسمبر 1986 آيزنهوتنشتات ألمانيا - ) هو لاعب كرة قدم ألماني يلعب كلاعب وسط.

## روابط خارجية
- فلوريان مولر على موقع قاعدة بيانات كرة القدم.إي يو (الإنجليزية)
- فلوريان مولر على موقع بيانات كرة القدم. دي إي (الألمانية)
- فلوريان مولر على موقع عالم كرة القدم.نت (الإنجليزية)